# Cisowa Góra (wzgórze)
Cisowa Góra (Czisowa Góra; w niektórych źródłach także pod innymi nazwami: Komarzy Szczyt, Wysoka Góra, Wzgórze Załęskiej Hałdy bądź też wzgórze to jest opisywane bez nazwy) – wzgórze w południowej Polsce, położone na Wyżynie Katowickiej, na pograniczu Katowic i Chorzowa. Szczyt wzgórza, dochodzący do wysokości 338,8 m n.p.m., położony jest w Katowicach i stanowi drugie (po Wzgórzu Wandy) najwyższe naturalne wzniesienie w mieście. Jest on ostańcem denudacyjnym, wykształconym ze skał górnego karbonu, i porasta go Las Załęski. W południowo-zachodniej części wzgórza został ustanowiony zespół przyrodniczo-krajobrazowy „Uroczysko Buczyna”.

## Położenie
Cisowa Góra położona jest w południowej Polsce i pod względem regionalizacji fizycznogeograficznej według Jerzego Kondrackiego znajduje się w mezoregionie Wyżyna Katowicka (341.13), będącym częścią Wyżyny Śląskiej (341.1). W podziale na jednostki morfologiczne według Cecylii Karaś-Brzozowskiej Cisowa Góra jest częścią Płaskowyżu Bytomsko-Katowickiego i wchodzi w skład Wzgórz Kochłowickich.
Pod względem administracyjnym Cisowa Góra położona jest w centralnej części województwa śląskiego, na pograniczu Katowic i Chorzowa. Szczyt wzniesienia znajduje się w Katowicach, na terenie dzielnicy Załęska Hałda-Brynów część zachodnia.

## Geografia

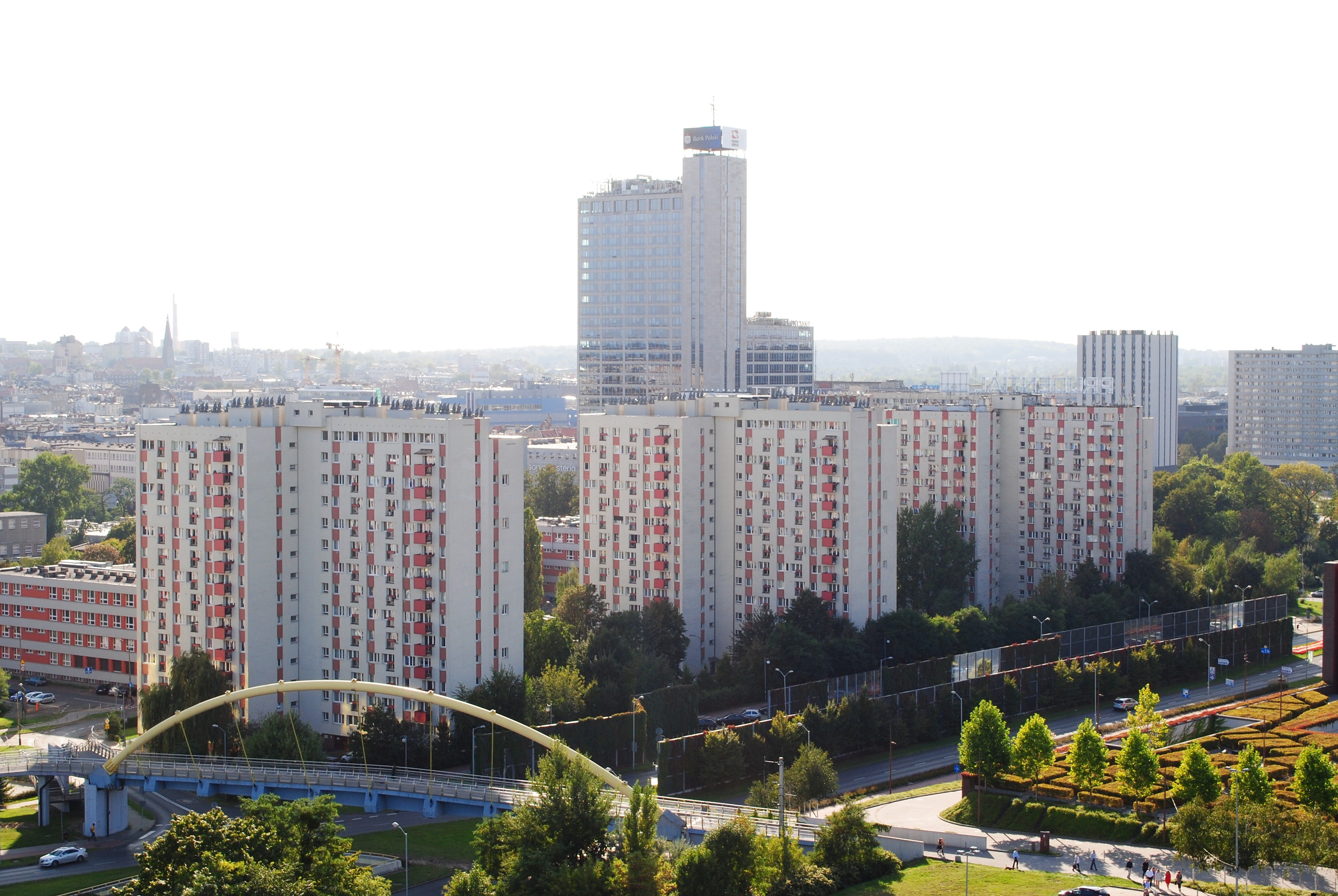
Cisowa Góra widoczna z wieży widokowej Muzeum Śląskiego pomiędzy Altusem a Ślizgowcem

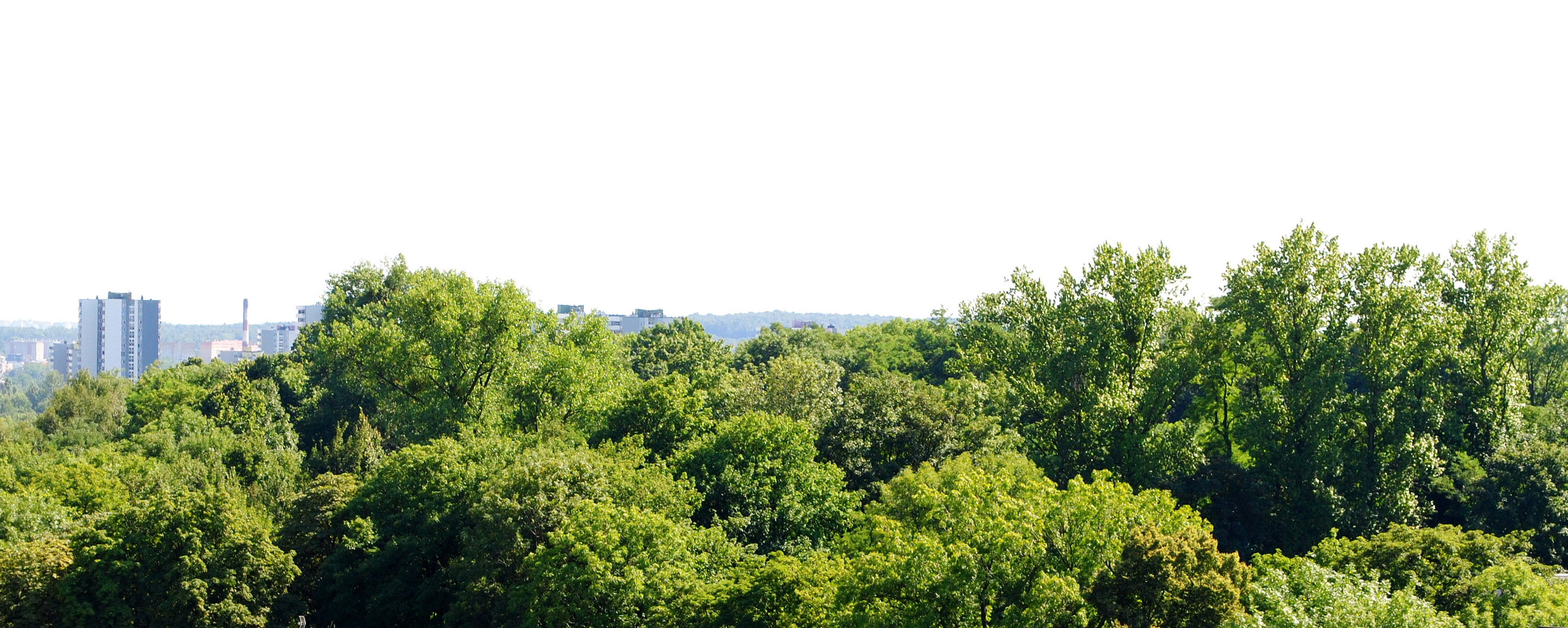
Cisowa Góra widziana z wieży widokowej w d. wieży szybowej kopalni „Prezydent” w Chorzowie

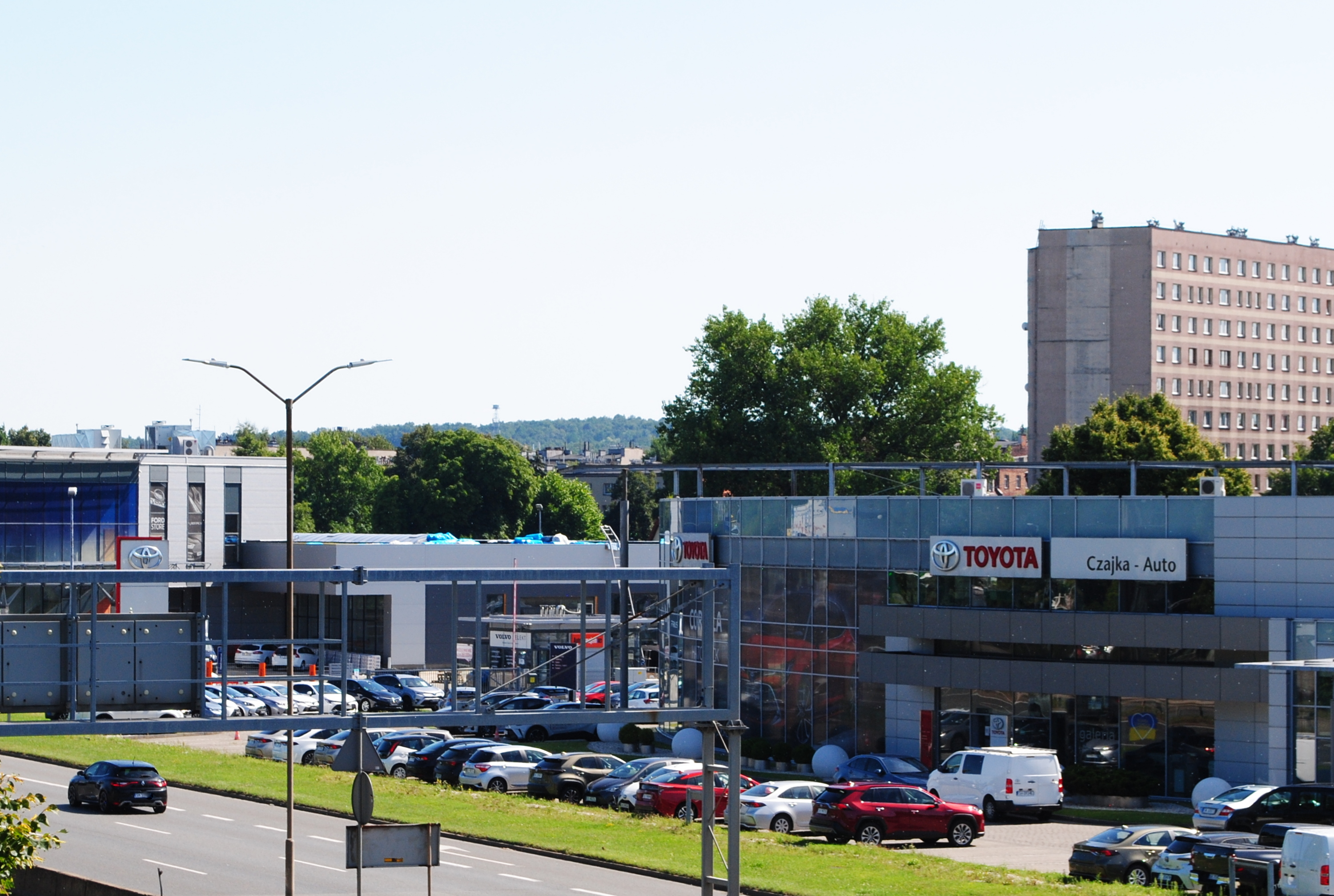
Cisowa Góra widziana z ulicy Racławickiej w Chorzowie

Cisowa Góra geologicznie położona jest w niecce górnośląskiej wypełnionej utworami pochodzącymi z górnego karbonu, wykształconymi w postaci łupków, piaskowców i zlepieńców zawierających pokłady węgla kamiennego. Wzgórze zbudowane jest z iłowców, mułowców i węgla kamiennego warstw załęskich i orzeskich (seria mułowcowa), a miąższość tej serii przekracza 900 m. Występują tutaj wychodnie tych skał, a cechą budujących wzgórze warstw orzeskich jest występowanie kilkudziesięciometrowych ławic iłołupków nadających się do produkcji ceramiki. Wykorzystywały je cegielnie, które znajdowały się m.in. na terenie historycznej gminy Załęże.
W trzeciorzędzie zostały utworzone główne rysy rzeźby terenu Katowic. W okresie tym dochodziło do intensywnego wietrzenia chemicznego i denudacji. U schyłku pliocenu główne rysy rzeźby Katowic były bardzo zbliżone do rzeźby współczesnej.
W czwartorzędzie obszar Katowic został prawdopodobnie pokryty przez lądolód skandynawski dwukrotnie: podczas najstarszego zlodowacenia południowopolskiego oraz w czasie zlodowacenia środkowopolskiego. Osady po pierwszym z tych zlodowaceń zostały usunięte w okresie interglacjału. Lądolód zlodowacenia środkowopolskiego wkroczył na teren Katowic od zachodu wzdłuż obniżenia Kłodnicy, a pozostałością tego zlodowacenia są gliny zwałowe występujące wzdłuż obniżeń dolinnych. W granicach Katowic otaczają one Cisową Górę z trzech stron – od północy wzdłuż ulicy Gliwickiej w Załężu, od wschodu wzdłuż ulicy Żeliwnej oraz wzdłuż linii kolejowych biegnących przez Załęską Hałdę i dalej na zachód w kierunku Kokocińca.
Wzgórza Kochłowickie, których częścią jest Cisowa Góra, to równoleżnikowy wał podzielony dolinami na cztery izolowane wzgórza, z których dwa znajdują się na terenie Katowic. Wzgórza te to kopulaste, miejscowo spłaszczone wzniesienia rozcięte lokalnie głębokimi do 45–50 m dolinami. Wzgórze jest ostańcem denudacyjnym, a jego stoki są dosyć łagodne. Większe nachylenia zaznaczają się w partiach podszczytowych, gdzie odsłaniają się piaskowce karbońskie.
Cisowa Góra jest najwyższym wzniesieniem Wzgórz Kochłowickich. Jest to także drugie najwyższe – po Wzgórzu Wandy – naturalne wzniesienie w Katowicach, stanowiące jednocześnie najwyższy punkt Załęża w jego historycznych granicach. Kolejno wydawane mapy topograficzne podawały różną wysokość wzgórza. Na mapie topograficznej opracowanej w latach 1958–1961 wynosi ona 341,11 m n.p.m., na mapie z 1965 roku 340,5 m n.p.m., a na mapie z 1992 roku 338,8 m n.p.m.
W klimacie całych Katowic zaznacza się przewaga wpływów oceanicznych nad kontynentalnymi, natomiast klimat samej Cisowej Góry modyfikowany jest również przez czynniki lokalne. Panuje tutaj topoklimat typowy dla powierzchni zadrzewionych. Średnia roczna temperatura powietrza w wieloleciu 1961–2005 dla stacji meteorologicznej w nieodległym Muchowcu wynosiła 8,1 °C, a średnia roczna suma opadów w okresie 1951–2005 kształtowała się na poziomie 713,8 mm.
Przez Cisową Górę przebiega dział wodny I rzędu pomiędzy dwoma głównymi dorzeczami Polski: Wisły i Odry. Północna część wzgórza, będąca częścią dorzecza Wisły, położona jest w całości w zlewni Rawy, zaś południowa (dorzecze Odry) w zlewni Kłodnicy. W zlewni Rawy, około 350 m na południe od autostrady A4, na wysokości ulicy W. Witosa znajdowało się źródło potoku załęskiego, do którego 250 m niżej wyprowadzano wody kopalniane z pierwotnego nadania kopalni „Charlotte”. Potok ten płynął w kierunku północno-wschodnim do Rawy. W zlewni Kłodnicy, w kierunku południowym z Cisowej Góry, spływa wąskim jarem strumyk rozgraniczający Katowice i Chorzów. Wpływa on na wysokości Kokocińca do Kłodnicy, stanowiąc prawy dopływ tej rzeki. Również w zlewni Kłodnicy, pomiędzy ul. Brygadzistów oraz ul. Załęska Hałda, występują obszary z wodami stojącymi. Większe akweny w rejonie Cisowej Góry znajdują się też na obszarze zespołu przyrodniczo-krajobrazowego „Uroczysko Buczyna”.
W podziale hydrogeologicznym Bronisława Paczyńskiego Cisowa Góra położona jest w obrębie śląsko-krakowskiego regionu hydrogeologicznego, w subregionie górnośląskim. Utwory wodonośne występują we wszystkich seriach stratygraficznych, lecz ich znaczenie uzależnione jest od czynników geologicznych, hydrologicznych oraz działalności człowieka.
Obszar Katowic, również w rejonie Cisowej Góry, uległ znacznym przeobrażeniom, wpływającym na każdy element środowiska przyrodniczego. Doszło także do osiadania terenów – w rejonie Załęskiej Hałdy na poziomie 15–18 m. Działalność górnicza i skanalizowanie rzek doprowadziło do zaniku wielu cieków i powstaniu obszarów zarówno nadmiernie zawilgoconych, jak i osuszonych.
Główny wpływ na przekształcenie naturalnej rzeźby terenu Cisowej Góry miała działalność górnicza. Znaczne powierzchnie wzniesienia zajmują tereny tzw. płytkiej eksploatacji górniczej związane z najstarszą eksploatacją węgla kamiennego. Na tych terenach pozostały niewypełnione pustki poeksploatacyjne, które są przyczyną powstawania niewielkich powierzchniowo zapadlisk. Płytka eksploatacja była prowadzona w różnych miejscach Cisowej Góry w latach 1841–1964 i sięgała głębokości od 25 do 60 m.

## Przyroda i ochrona środowiska

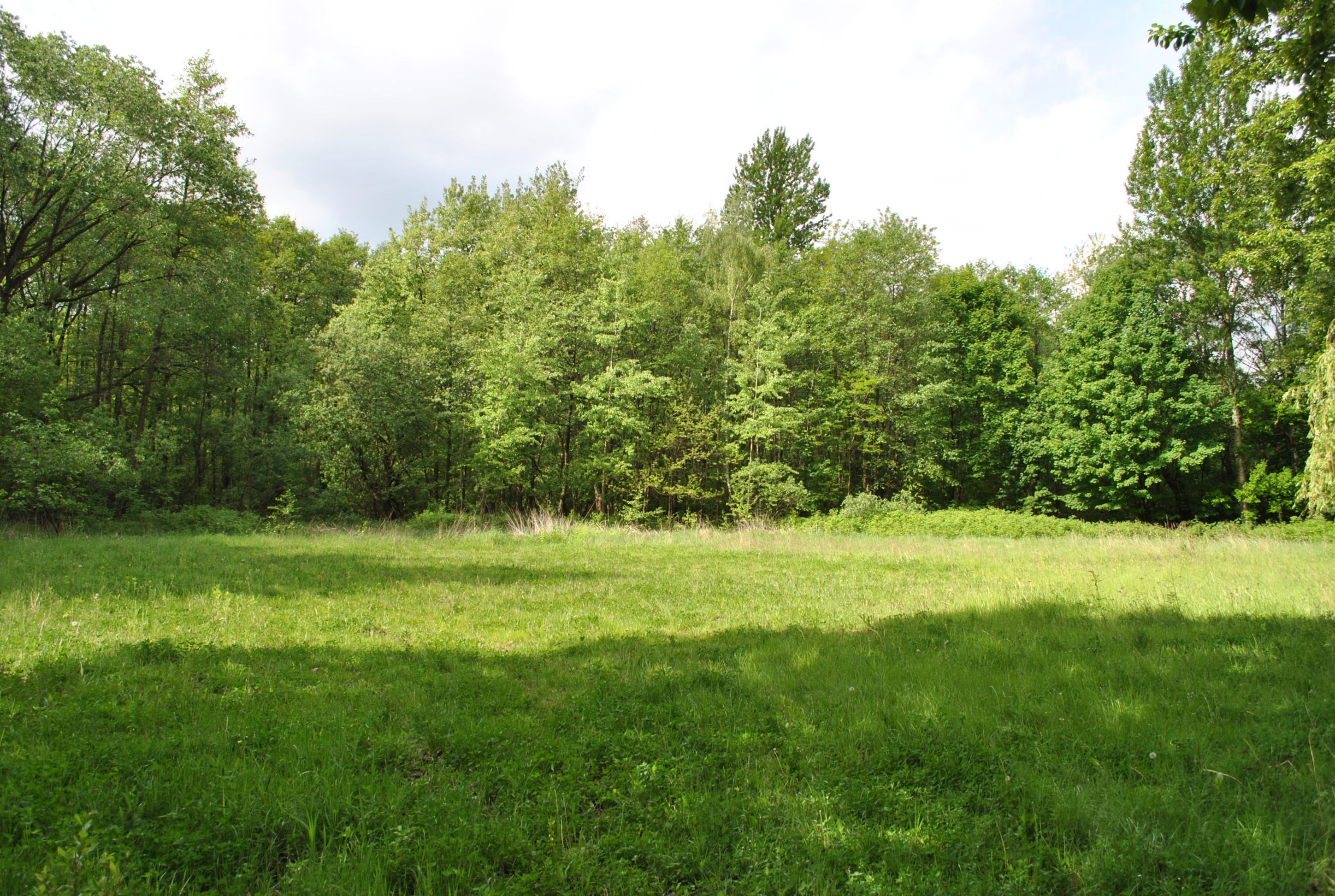
Fragment Lasu Załęskiego w rejonie ulicy Upadowej (2014)

Cisowa Góra jest zalesionym wzgórzem pokrytym przez Las Załęski, będące kompleksem leśnym położonym na granicy Katowic, Chorzowa i Rudy Śląskiej. Dużą powierzchnię kompleksu zajmują zbiorowiska o charakterze półnaturalnym, w skład których wchodzą bory mieszane, lasy mieszane i w niewielkim stopniu grądy. Występuje tutaj szereg gatunków roślin typowych dla lasów naturalnych, w tym m.in.: konwalia majowa, kruszyna pospolita, borówka czarna, borówka brusznica, wrzos zwyczajny, nerecznica krótkoostna czy trędownik bulwiasty, a także szereg gatunków szuwarowych i łąkowych. Spośród zwierząt rejony Cisowej Góry zamieszkują m.in.: sarna, tchórz, łasica i wiele gatunków ptaków typowych dla środowiska leśnego. Roślinność potencjalną w rejonie Cisowej Góry tworzą drzewostany lipowo-dębowo-grabowe z udziałem klonu i jesionu oraz drzewostan z dominacją dębów szypułkowych i bezszypułkowych oraz grabów.
U podnóża Cisowej Góry położony jest zespół przyrodniczo-krajobrazowy „Uroczysko Buczyna”. Jest to obszar ochrony o powierzchni 65,32 ha, położony na terenie Chorzowa. Zachowały się tu fragmenty lasu o charakterze naturalnym, wśród których do najcenniejszych należą okazy buków o obwodzie powyżej 200 cm. Obszar ten też charakteryzuje się dużą różnorodnością gatunkową.
Lasy na Cisowej Górze są zarządzane przez Leśnictwo Panewnik, będącego częścią Nadleśnictwa Katowice podlegającego Regionalnej Dyrekcji Lasów Państwowych w Katowicach. Lasy Nadleśnictwa Katowice są lasami wielofunkcyjnymi – pełnią funkcje produkcyjne, ekologiczne i społeczne.

## Historia i zagospodarowanie przestrzenne

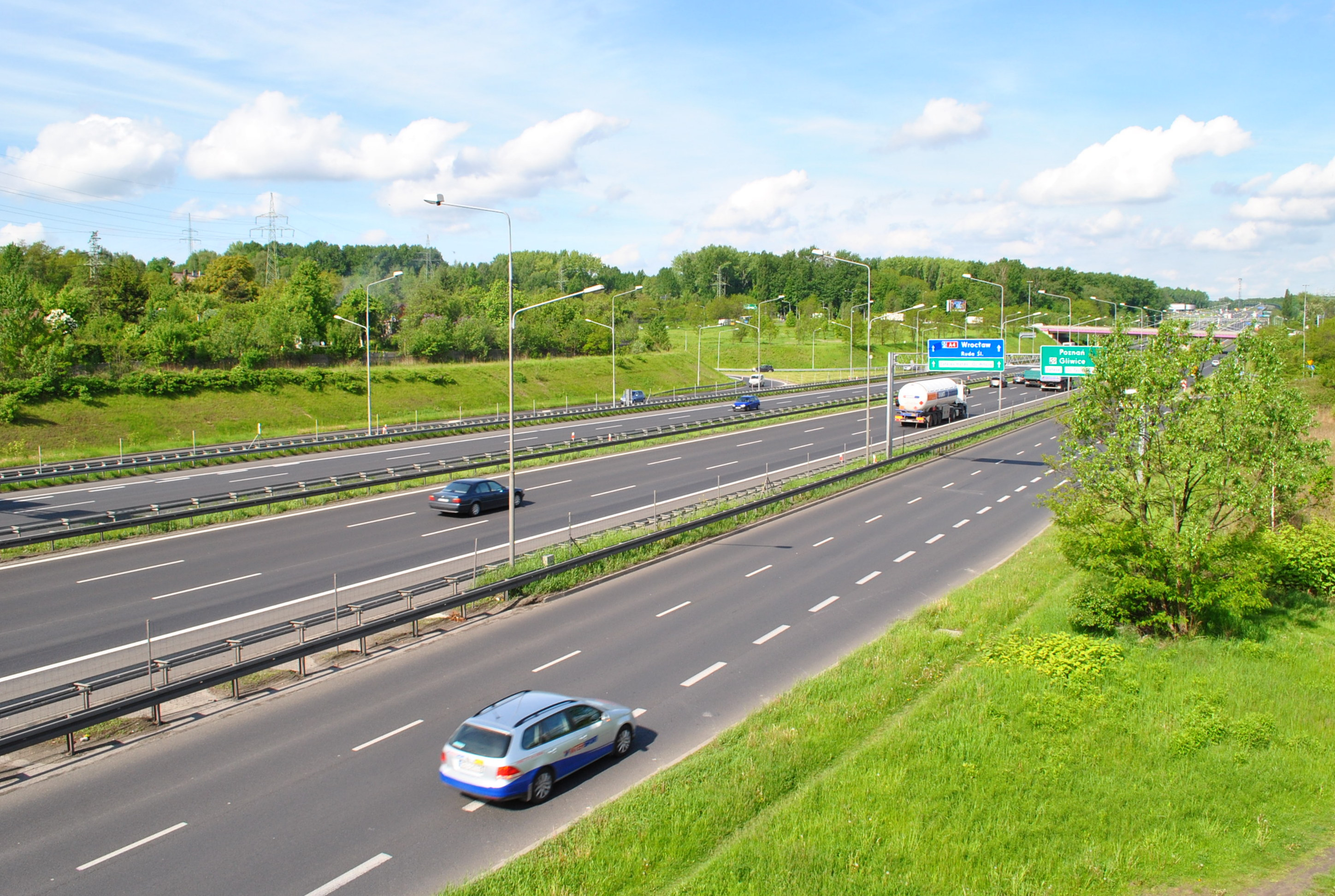
Fragment Załęskiej Hałdy i autostrady A4 widziany w kierunku szczytu Cisowej Góry (2014)

Na zboczach Cisowej Góry powstał przysiółek Załęża – Załęska Hałda. Osadę wzmiankowano po raz pierwszy w różnych źródłach w XVII i XVIII wieku. Sama zaś nazwa osady wywodzi się ze staroniemieckiego słowa halda oznaczającego pochyły stok góry i sugeruje wydobycie kruszcowe na stokach zalesionego załęskiego wzniesienia. Na mapie z lat 40. XVIII wieku zabudowa Załęskiej Hałdy obejmowała luźne gospodarstwa wzdłuż wschodniego obrzeża lasu. W połowie XIX wieku tereny Załęskiej Hałdy miały charakter rolniczy, a z czasem osada przekształciła się w miejscowość typowo robotniczą. Górnictwo kruszcowe w rejonie Cisowej Góry prowadzono do połowy XIX wieku, a cały stok górski posiadał liczne szybiki. Wydobywano tutaj rudę żelaza w postaci limonitów ilastych w gniazdach w pokładach ilastych. Pozostałościami po dawnym górnictwie kruszców są dukle, które zostały zasypane i zrównane z otoczeniem.
Prowadzono tu także w XIX i XX wieku płytką eksploatację węgla kamiennego. Już w 1788 roku prowadzono prace wiertnicze w rejonie Załęskiej Hałdy. Natrafiono na podkład węgla kamiennego nazwany „Charlotte” i w 1792 roku uruchomiono na północnych stokach Cisowej Góry pierwszą na terenie gminy Załęże kopalnię węgla kamiennego. W latach 20. XIX wieku uruchomiono w rejonie Załęskiej Hałdy, w miejscu powstałej kilka lat wcześniej szklarni hutę cynku „Johanne”, a na przełomie lat 30. i 40. XIX wieku hutę cynku „Viktor”. Na zachód od cynkowni „Johanne” na północno-wschodnich zboczach Cisowej Góry powstała mała kolonia robotnicza – Johanka. Zakłady hutnicze zostały zlikwidowane jeszcze w XIX wieku.
Obszar Cisowej Góry był terenem granicznym, przez który – południowym stokiem wzniesienia – przebiegała granica między Ligotą a Załężem. Od 1818 roku była to także granica powiatów pszczyńskiego i bytomskiego, a od 1873 pomiędzy powiatem pszczyńskim a nowopowstałym powiatem katowickim.

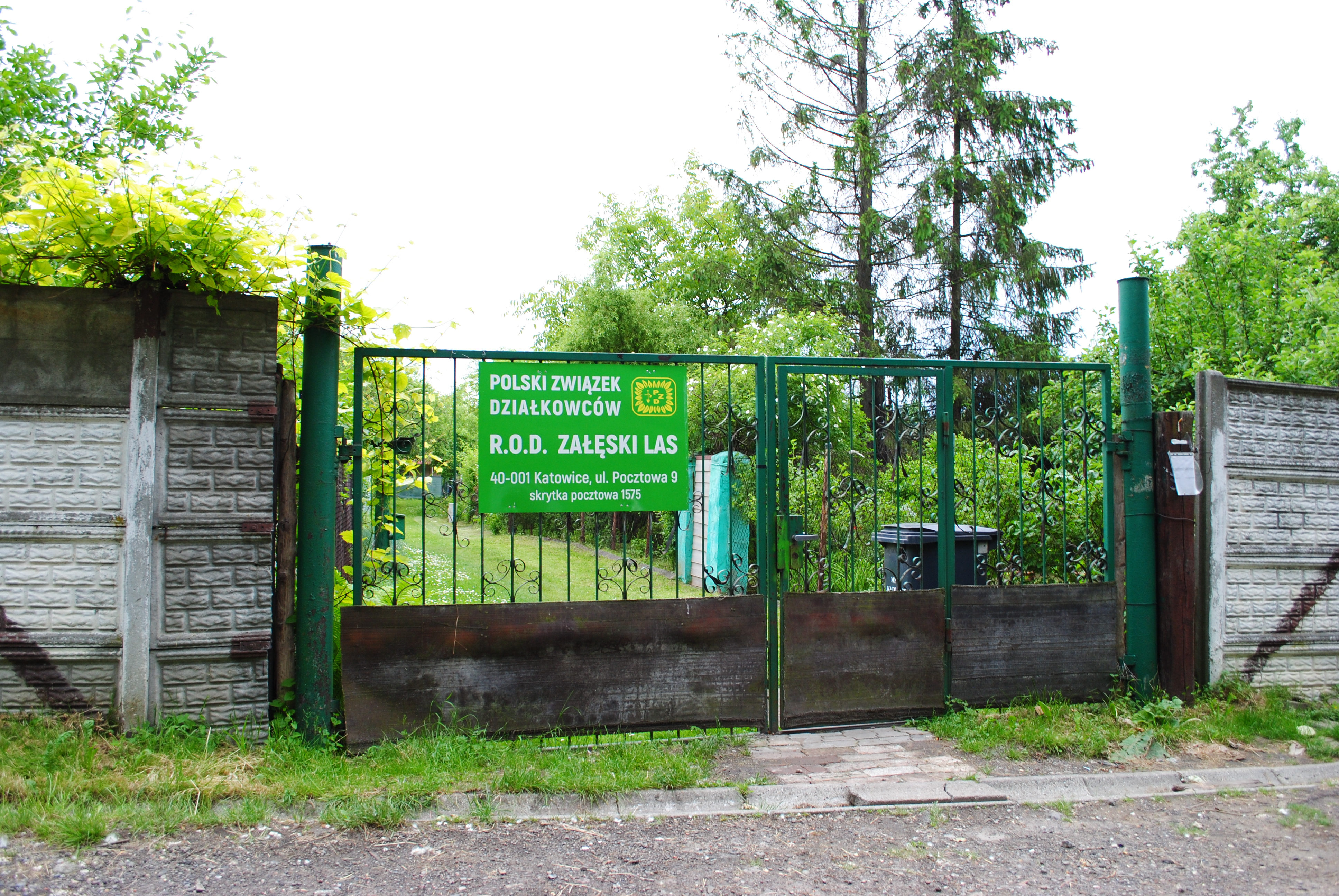
ROD „Załęski Las” w rejonie ulicy Upadowej

Na początku XX wieku w Załęskiej Hałdzie przy ulicy Załęska Hałda na wysokości ulicy Dobrego Urobku czynna była gospoda „Zum hohen Berg” (z niem. Do Wysokiej Góry).
Po przyłączeniu wschodniej części Górnego Śląska do Polski, w 1924 roku gminę Załęże wraz ze szczytem Cisowej Góry włączono w granicę Katowic. Rok później rozpisano konkurs na plan zagospodarowania przestrzennego Wielkich Katowic, a nagrodzone prace zakładały m.in. przeprowadzenie drogi tranzytowej wschód–zachód pomiędzy Katowicami a Kochłowicami – późniejszej autostrady A4 (ulicy Kochłowickiej). Budowę drogi powiatowej relacji Katowice–Kochłowice przez Radoszowy, która przecięła Las Załęski, rozpoczęto w 1936 roku. Prace budowlane prowadzono do momentu wybuchu II wojny światowej, a także w czasie niemieckiej okupacji.

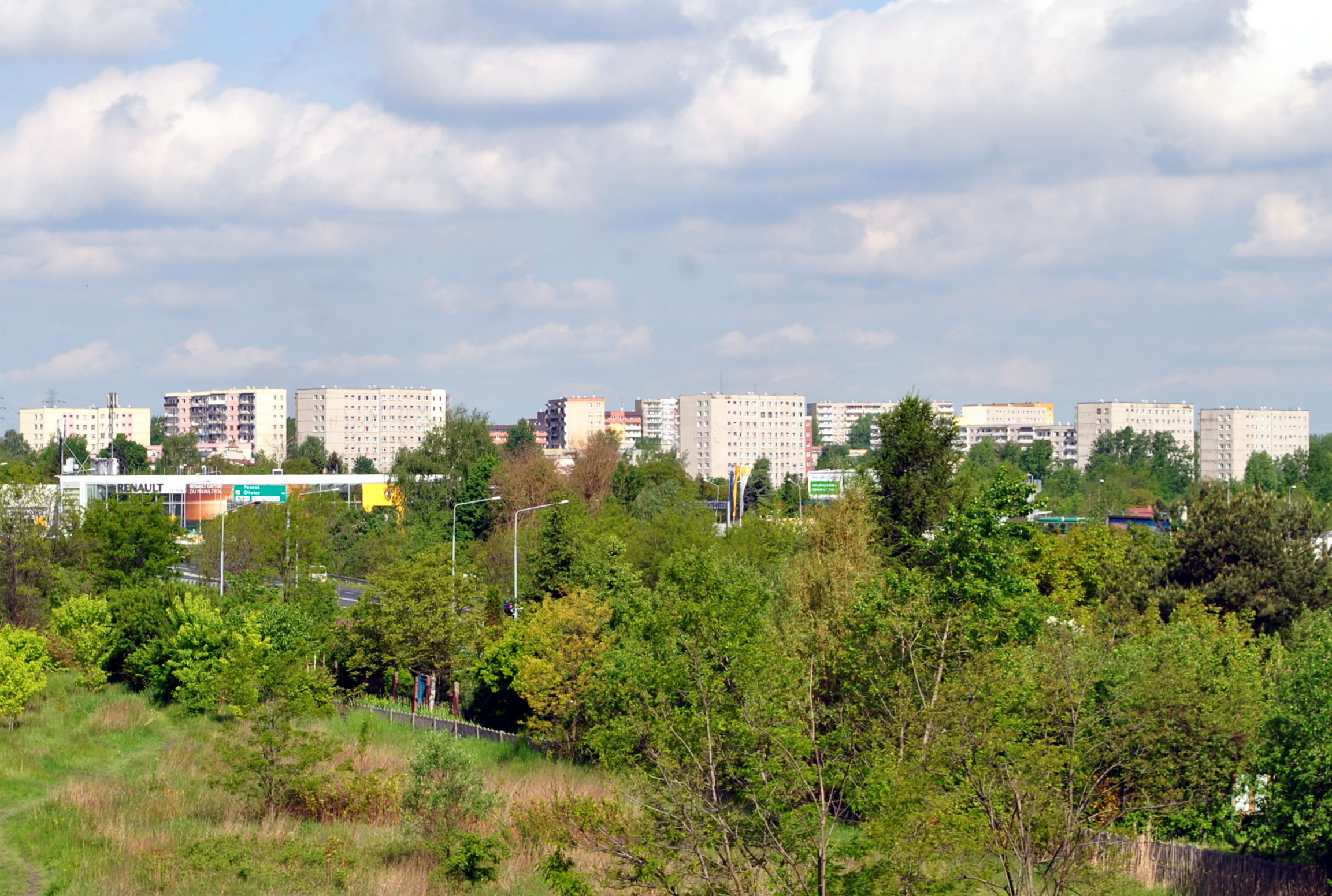
Fragment osiedla W. Witosa

W pierwszych dniach II wojny światowej, 5 września 1939 roku, w Lesie Załęskim na Cisowej Górze toczyły się walki polskiej samoobrony z regularnymi oddziałami Wehrmachtu. Po zakończeniu II wojny światowej, jeszcze w latach 40. XX wieku, na północ od szczytu Cisowej Góry rozpoczęto budowę osiedla tzw. fińskich domów. W 1976 roku rozpoczęto jego wyburzanie, a w jego miejsce wzniesiono osiedle im. Wincentego Witosa. Pierwsze bloki na osiedlu oddano do użytku w 1978 roku. W czasach Polski Ludowej, na obszarze Cisowej Góry, będącej terenami stacjonującej w Katowicach od 1965 roku Śląskiej Jednostki Ministerstwa Spraw Wewnętrznych (od 1979 roku 6 Śląskiej Brygady Zmotoryzowanej im. Gwardii Ludowej), wybudowany został poligon ze strzelnicami, torem przeszkód oraz magazyn amunicji. W tym okresie powstały także kompleksy ogródków działkowych, w tym ROD „Załęski Las” w rejonie ulic Załęska Hałda, Kochłowickiej i Upadowej.
1 stycznia 1992 roku weszła uchwała o podziale Katowic na jednostki pomocnicze samorządu. Szczyt Cisowej Góry znalazł się wówczas w granicach jednostki Ligota-Panewniki, z której 29 września 1997 roku wydzielono nową dzielnicę – Załęska Hałda-Brynów część zachodnia, w granicach której znalazło się to wzgórze. W listopadzie 2001 roku w śladzie ulicy Kochłowickiej oddano do użytku autostradę A4 na odcinku pomiędzy ulicą Mikołowską w Katowicach a Chorzowem-Batorym. Autostrada A4, biegnąca równoleżnikowo wzdłuż północnego zbocza Cisowej Góry, stanowi część międzynarodowej trasy E40. W 2009 roku przy autostradzie A4 u podnóża Cisowej Góry rozpoczął działalność salon samochodowy marki Porsche. W rejonie ulicy Upadowej 14 października 2021 roku uroczyście rozpoczęto budowę kompleksu Stadionu Miejskiego dla GKS-u Katowice, w ramach którego zaprojektowano stadion z halą sportową i dwoma boiskami treningowymi.
W rejonie Cisowej Góry przebiegają następujące szlaki turystyki pieszej i rowerowe trasy turystyczne:
- Szlak Dwudziestopięciolecia PTTK – szlak zataczający pętlę przez Chorzów, Siemianowice Śląskie, Dąbrowę Górniczą, Sosnowiec, Jaworzno, Katowice i Chorzów; w rejonie Katowic przecina Cisową Górę, osiedle W. Witosa i osiedle Tysiąclecia[69][70],
- nr 103 o długości około 7 km, biegnąca od alei „Żyrafy” w Parku Śląskim przez osiedle Tysiąclecia, ulicę Wiśniową, osiedle W. Witosa, Las Załęski (Cisową Górę) i dalej do ulicy Ogrodowej[71],
- nr 122 o długości 7,6 km; biegnie od skrzyżowania ulicy Załęskiej z ulicą Szadoka i dalej ulicami: Kombajnistów i Brygadzistów do Panewnik[69].